# Dianthus acicularis
Dianthus acicularis  är en nejlikväxt som beskrevs av Friedrich Ernst Ludwig von Fischer och Carl Friedrich von Ledebour.
Dianthus acicularis ingår i släktet nejlikor, och familjen nejlikväxter. 
Inga underarter finns listade i Catalogue of Life.

## Homonym
Dianthus acicularis Schur = Dianthus petraeus ssp. petraeus